# Grid Compass

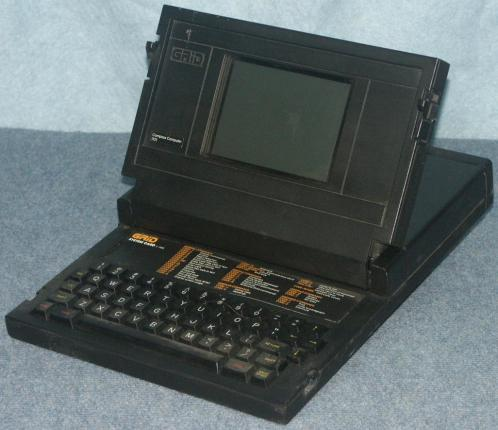
Grid Compass 1101

GRiD Compass（グリッド・コンパス）は、1982年に発売された世界初の折りたたみ型ラップトップコンピュータ（ノートPCの原型）である。製造企業はカリフォルニア州にかつて存在したグリッド・システムズ である。

## 設計
クラムシェル型のケース（スクリーンと本体がヒンジで接続されており、折りたたんで開け閉めできる）をデザインとして採用した世界初のコンピュータである。ボディはマグネシウム合金で覆われている。プロセッサはIntel 8086を採用し、ディスプレイは320 × 240-pixelのエレクトロルミネセンス方式、メモリは340キロバイトの磁気バブル方式、そしてモデムは1,200 bpsのものを搭載していた。ハードディスクドライブやフロッピードライブなどの外部デバイスはIEEE-488 I/O（GPIB or General Purpose Instrumentation Busとも呼ばれる）を介して接続することができた。この入出力機構によって、複数のデバイスをアドレスバスへ接続することができた。重量は5 kg（11 lb）で、電源入力はAC 110 V/220 V 47 – 66 Hz、消費電力75 Wであった。
グリッド・コンパスは独自OSであるGRiD-OSを搭載していた。そのOS上で動作するように作られた一般向けのソフトウェアは多くなく、また価格も高額であった (US$8,000–$10,000) ため、専門分野での使用に限られていた。主なユーザーはアメリカ合衆国政府であった。NASAは1980年代初頭のスペースシャトルのミッションで使用した。これは、機体が軽量でコンパクトかつ、パワフルなプロセッサを搭載していたためである。アメリカ陸軍特殊部隊群もグリッド・コンパスを購入していた組織であり、空挺兵によって戦闘時に使用されていた。
グリッド・コンパスに続いて、翌年の1983年にGavilan SCやシャープ PC-5000が登場した。後のノートパソコンの基本的なデザインは、このグリッド・コンパスによって確立されたと言える。この折りたたみ形状のノートPCが一般的になっていったことで、GRiD Systems Corporationは多くの特許収入を得た。また、この会社は世界初の市販タブレットコンピュータであるGRiDPadも1989年に発売している。

## 製造
最初のモデルである1101モデルは1982年に発売された。1100モデルはマーケティング用としてのみ存在した。このコンピュータはイギリスのインダストリアルデザイナーであるビル・モグリッジによってデザインされた。
その製造は1979年に始まり、その三年後になってようやく発売された。

## 競合
ポータブルコンピュータのOsborne 1はグリッド・コンパスと同時期に発売された。折りたたみ式ほどコンパクトではなかったものの、より低価格であり、またOSも当時人気のあったCP/Mであったため、グリッドコンパスよりも多く売れた。